# François Colomban Étienne Marie Benic
François Colomban Étienne Marie Benic, est un officier de la marine française, né en Bretagne à Saint-Père-Marc-en-Poulet, département d'Ille-et-Vilaine le 24 janvier 1816, et mort à Saint-Thomas le 9 juin 1876

## Biographie
Né le 24 janvier 1816 à Saint-Père-Marc-en-Poulet, au lieu-dit le Beauchet, il fait ses études à Saint-Malo et intègre l'École navale en 1832, l'année suivante il devient aspirant et passe élève de 1re Classe le 16 novembre 1835.
Quatre ans plus tard il est à Toulon comme enseigne de vaisseau.
Le 1er janvier 1841, il est affecté sur la goëlette  Biche, station de Cyenne et devient Lieutenant de vaisseau en 1844.
Il se distingue au cours de la Guerre de Crimée. Il commande le Napoléon aux bombardements d'Odessa, et aux opérations contre Sébastopol.
Célibataire, il fait don de sa fortune à la Société centrale de sauvetage des naufragés. En remerciements celle-ci lui élève un mausolée dans le cimetière de la Vigne au Chapt à  Saint-Servan.

## Grades
- 1832 - Entre dans la Marine
- 1833 - Élève de 2e Classe Aspirant le 15 octobre
- 1835 - Élève de 1re Classe le 16 novembre
- 1839 - Enseigne de vaisseau le 21 août au Port de Toulon
- 1844 - Lieutenant de vaisseau, le 17 octobre
- 1849 - commandant en second
- 1855 - Capitaine de frégate, le 7 juin
- 1863 - Capitaine de vaisseau, le 9 mai
- 1864 - Adjoint  au préfet maritime de Cherbourg
- 1865 - Major général du Port de Cherbourg
- 1866 - Adjoint au préfet maritime de Brest
- 1869 - port de Toulon
- 1874 - Contre-amiral, le
- 1874 - Commandant de la Division navale des Antilles

## Navires
- 1841 - Goëlette Biche, station de Cayenne
- 1847 - vaisseau de 120 canons à Brest
- 1849 - la corvette à vapeur Pluton, Escadre de Méditerranée ( Albert de Kerouartz, Commandant)
- 1853-1855 -  le Napoléon
- 1857 - au port de Toulon
- 1858 - Commande sur le Coligny
- 1859 - Commande sur le  Tisiphone
- 1867-1869 - Commande La Gauloise
- 1870-872 Commande le Solférino
- 1870-1872 Commande le Magenta
- 1874 - Commande la Minerve, sur laquelle il décède en 1876
- 1875 - Commandant de la Division navale des Antilles

## Campagnes
- Guerre de Crimée
- Campagne de Syrie

## Décorations
- 3 mai 1849,  Chevalier de la Légion d'honneur
- 1855 - Ordre du Médjidié de Turquie
- 10 août 1861,  Officier de la Légion d'honneur
- 11 août 1869,  Commandeur de la Légion d'honneur
- 1874,  Chevalier du Nichan Iftikhar, décoré par le bey de Tunis

## Sources
- Service Historique de la Défense, Archives centrales de la Marine vol.3 5MI-PA
- S.H.A.M. cc7 alpha 160
- 24GG2
- Archives de l'École navale

SHD/DM Vincennes : CC7 ɑ 160; GG8 (SNSM)